# Chrám svatého Alexandra Něvského (Jalta)
Chrám svatého Alexandra Něvského (rusky Собо́р Свято́го благове́рного кня́зя Алекса́ндра Не́вского) je pravoslavný chrám v přímořském městečku Jaltě, na Krymu. Spadá do jurisdikce Ruské pravoslavné církve (patriarchát Moskva).[zdroj?]

## Historie
Chrám byl postaven na počest ruského cara Alexandra II., zavražděného nepřáteli Ruského impéria v roce 1880 v Petrohradě. Základní kámen stavby byl položen 1. března 1890 v den desátého výročí atentátu. Této události se zúčastnila také manželka cara Alexandra III. Marie Fjodorovna. Chrám byl vysvěcen 4. prosince 1902 za přítomnosti cara Mikuláše II. a jeho manželky Alix.
V roce 1938 byl komunisty uzavřen a proměněn na prostory sportovního klubu. Během německé správy za druhé světové války zde byly opětovně slouženy pravoslavné bohoslužby. Status chrámu přetrval i po osvobození v roce 1945 a od té doby již svůj účel neměnil.

## Architektura
Chrám je vybudován ve staroruském architektonickém stylu. Má pět pozlacených kopulí a vyniká bílo-žlutou fasádou. Jeho 11 zvonů bylo odlito v Moskvě. 

### Současnost
Chrám v současnosti spadá do jurisdikce (moskevského patriarchátu) Ruské pravoslavné církve. Mezi jeho návštěvníky kromě místního obyvatelstva jsou turisté a lázeňští hosté, kteří ve velkém množství přijíždějí do tohoto vyhlášeného černomořského přístavního a lázeňského města.

## Galerie

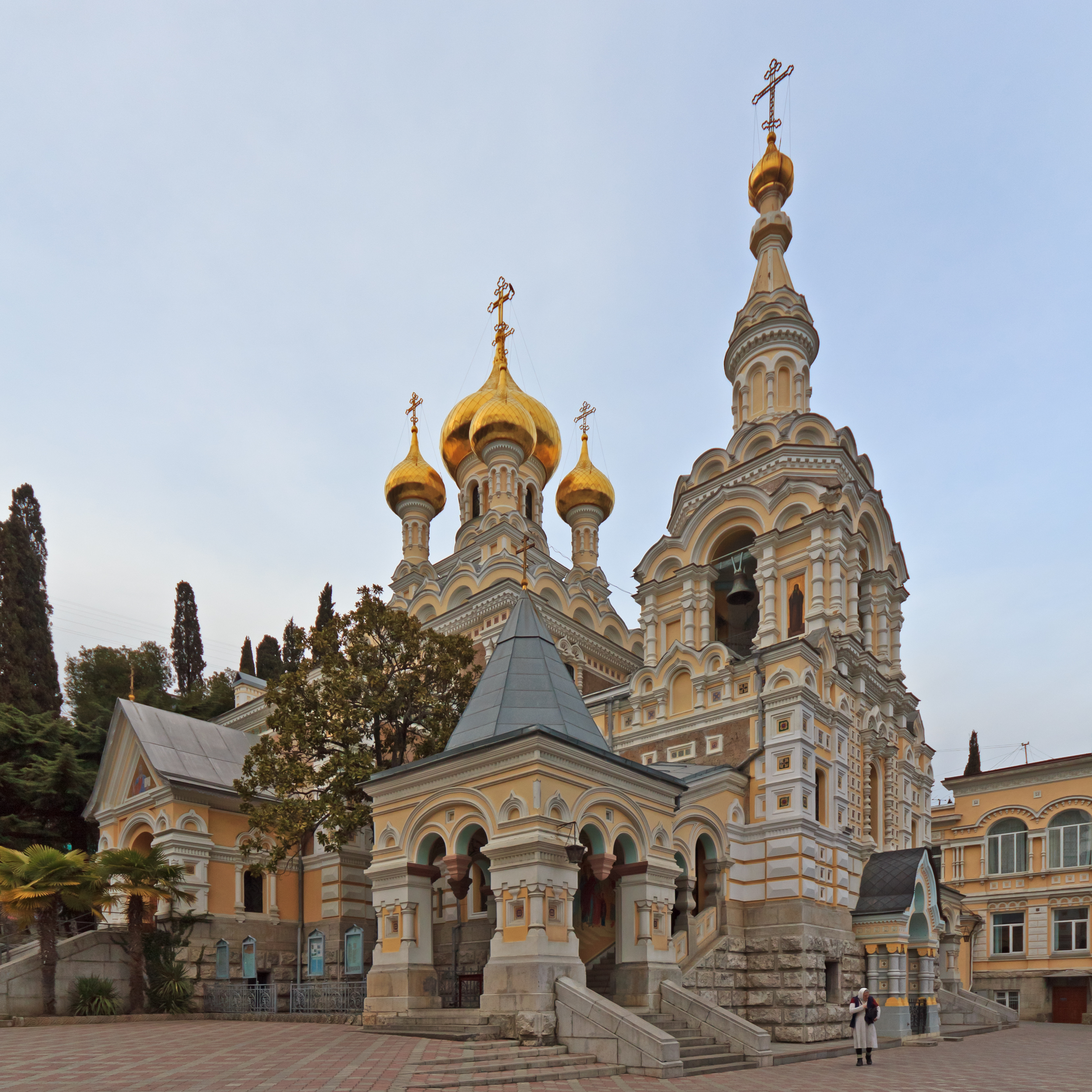
Chrám svatého Alexandra Něvského (Jalta)
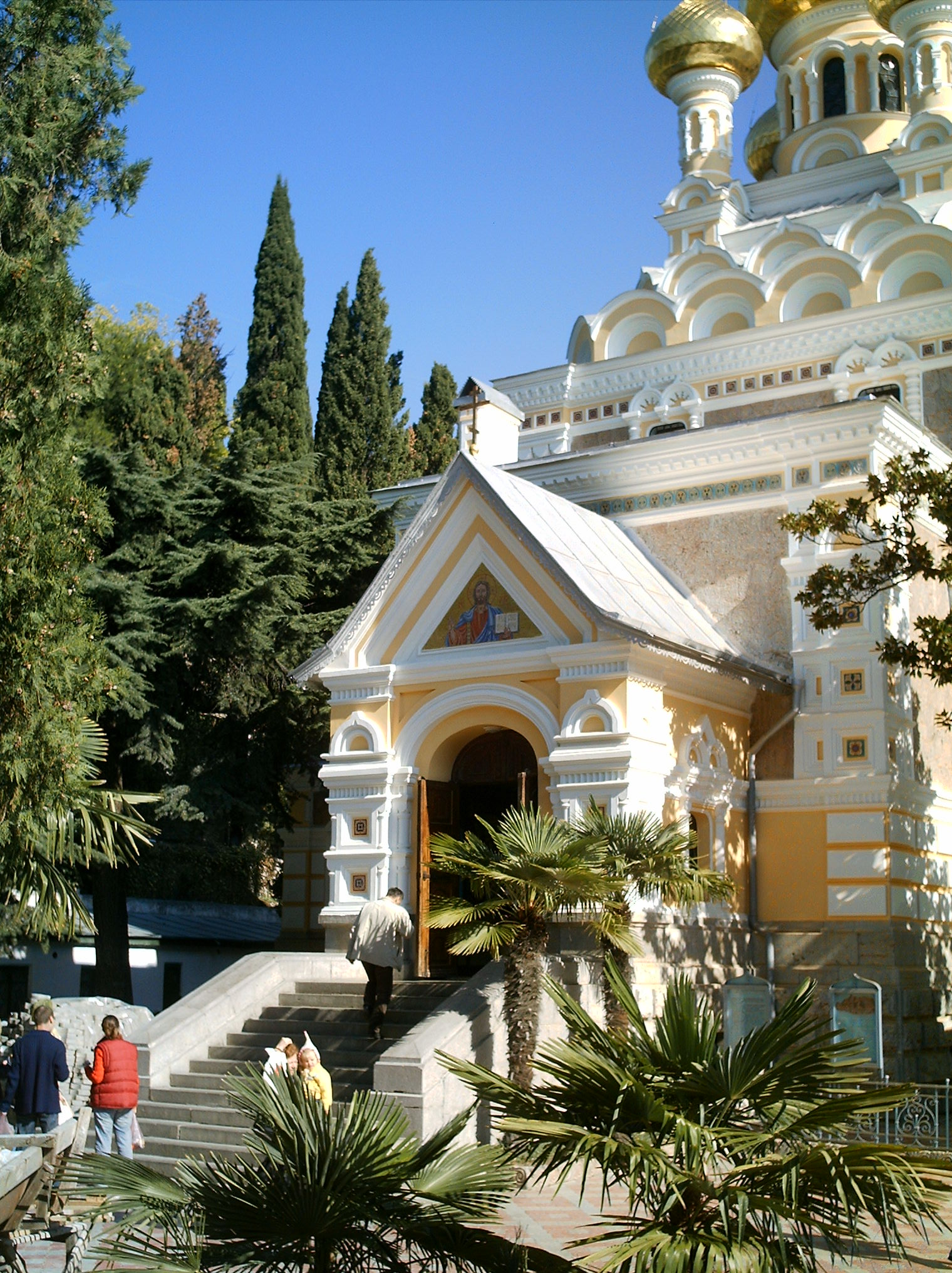
Vchod do chrámu